# Station Dzietrzniki
Station Dzietrzniki is een spoorwegstation in de Poolse plaats Dzietrzniki.